# The Life and Times of Count Luchino Visconti
The Life and Times of Count Luchino Visconti è un documentario statunitense del 2003 diretto da Adam Low e prodotto dalla BBC.

## Trama
Ritratto divertente, informativo e stratificato del grande regista (1906-76), che è più un quadro psicologico e culturale del soggetto che una cronaca sulla sua carriera cinematografica. In alcuni punti, molto rivelatore, in particolare il racconto di Helmut Berger del suo rapporto tumultuoso con Visconti.